# Ультра.Культура
«Ультра. Культура» — российское книжное издательство, основанное в 2003 году и специализировавшееся на публикации радикальной и контркультурной литературы. Бессменным главным редактором «Ультра. Культуры» был поэт и переводчик Илья Кормильцев. После фактического прекращения работы издательства и смерти Кормильцева в начале 2007 года «Ультра. Культура» была приобретена издательской группой «АСТ».

## История издательства
С момента основания издательство принадлежало Александру Бисерову, владельцу екатеринбургского издательства «У-Фактория» и в тот период директору типографии «Уральский рабочий».
В издательстве выходили книги ультраправых («Скины. Русь пробуждается» Дмитрия Нестерова, «Дневники Тёрнера» Эндрю Макдоналда) и ультралевых («Революционное самоубийство» Хьюи Ньютона) авторов, деятелей контркультуры (Александра Шульгина, Тимоти Лири, Уильяма Берроуза, Брета Истона Эллиса), исследования о наркотиках и другие книги, темы или авторы которых по тем или иным причинам казались Кормильцеву достаточно радикальными и поэтому заслуживающими издания. Из российских авторов в «Ультра. Культуре» издавались в том числе Гейдар Джемаль, Борис Кагарлицкий, Эдуард Лимонов, Александр Проханов.
Деятельность «Ультра. Культуры» вызывала многочисленные претензии российских правоохранительных органов. В 2004 году Ленинский районный суд Ульяновска признал пропагандой наркотиков и запретил книгу психиатров Лестера Гринспуна и Джеймса Бакалара «Марихуана: запретное лекарство», авторы которой выступали за легализацию и медицинское использование каннабиса. Вместе с «Марихуаной» из продажи было изъято ещё шесть книг издательства. Заместитель руководителя ФСКН Александр Михайлов, согласно «Коммерсанту», обещал, что «организация не остановится на этой книге и будет бороться с любыми проявлениями пропаганды наркотиков», и просил передать Кормильцеву, что «если он не изменит издательскую политику, пускай ждет санкций в отношении себя персонально». В 2006 году Кировский районный суд Екатеринбурга по иску областного управления ФСКН признал пропагандой наркотиков исследование Фила Джексона «Клубная культура» и антологию «Культура времён Апокалипсиса» под редакцией Адама Парфрея, тираж обеих книг был уничтожен. А. Михайлова «Коммерсантъ» в 2007 году называл «главным публичным противником» издательства. В 2006 году по заявлению в то время депутата Государственной думы Александра Чуева прокуратура Центрального округа Москвы возбудила уголовное дело о распространении порнографии в шести книгах, в том числе романах «Сучка по прозвищу Леди» и «Трах» Мелвина Бёрджесса, «Запретный дневник» Юрия Баркова, «Трахни меня» Виржини Депант.
Осенью 2003 года Московская международная книжная выставка-ярмарка отказалась предоставить издательству стенд, но Кормильцев смог арендовать самолёт-музей Ту-154, рядом с которым проходила выставка-ярмарка. Через год книги «Ультра. Культуры» размещались в этом же самолёте, оформленном художниками К. Комардиным и К. Петровым. В том же году осуществили издание неофашистского бестселлера Уильяма Пирса «Дневники Тёрнера» об «арийской» расовой революции.
В 2005 году издательство получило антипремию «Абзац» в номинации «Худшая редактура» за книгу «100 запрещённых книг. Цензурная история мировой литературы».
В январе 2007 года был закрыт московский офис издательства. А. Бисеров объяснял это финансовыми трудностями, по распространённому объяснению, в реальности к закрытию издательства привели репрессии со стороны силовых структур и внезапная тяжёлая болезнь Ильи Кормильцева. 4 февраля 2007 года Кормильцев умер в Лондоне от злокачественной опухоли позвоночника. В мае 2007 года «Ультра. Культуру» вместе с издательством «У-Фактория» приобрела издательская группа «АСТ».

## Книжные серии
У издательства «Ультра. Культура» существовало несколько книжных серий, в том числе следующие:
- overdrive — радикальная художественная проза, всего вышло 15 книг, серия закрыта;
- russkiy drive — книги молодых российских авторов;
- non-fiction — документальные исследования по самым острым вопросам современности (терроризм, медиа, наркомания и т. п.);
- cybertime/non-fiction — книги о социокультурном и политическом контексте внедрения информационных технологий;
- ЖZЛ — жизнеописания известных фигур контркультуры;
- Klassenkampf — современная левая публицистика, составители серии — Александр Тарасов и Борис Кагарлицкий;
- ultra.fiction — художественная литература разных жанров, связанная с темой контркультуры.